# Claudio Vivas
Claudio Alejandro Vivas (Rosario, 12 agosto 1968) è un allenatore di calcio e dirigente sportivo argentino.